# Yeya (Novopokróvskaya, Krasnodar)
Yeya (del ruso: Ея) es un jútor del raión de Novopokróvskaya del krai de Krasnodar, en Rusia. Está situado en la orilla derecha del río Yeya, 7 km al noroeste de Novopokróvskaya y 163 km al nordeste de Krasnodar, la capital del krai. Tenía 50 habitantes en 2010.
Pertenece al municipio Novopokróvskoye.